# Élisyques
Les Élisyques (Ἐλισύκοι -ων en grec, Elesyces en latin) sont un peuple de la région de Narbonne et de Béziers, installé de longue date. 
Ouvert aux influences ibères, helléniques et celtes, il a cependant conservé l'essentiel de sa culture jusqu'à la colonisation romaine. 

## Des sources textuelles peu abondantes
Ce peuple n'est mentionné qu'à trois reprises dans l'Antiquité. 

### Hécatée de Milet
La plus ancienne mention remonte à Hécatée de Milet, qui entre la fin du VIe siècle av. J.-C. et le début du  Ve siècle av. J.-C., dans son Périégèse, considère les Elesyces comme un peuple ligure.
Selon Dominique Garcia, « ligure est le nom que les Grecs ont donné aux moins civilisés des peuples avec lesquels leurs entreprises colonisatrices en Méditerranée occidentale les ont fait entrer en contact » , sans que cela représente une réalité ethnique. Le territoire du peuple ligure proprement dit semble s'être étendu du nord des Apennins à l'Arno et à l'ouest des Alpes.

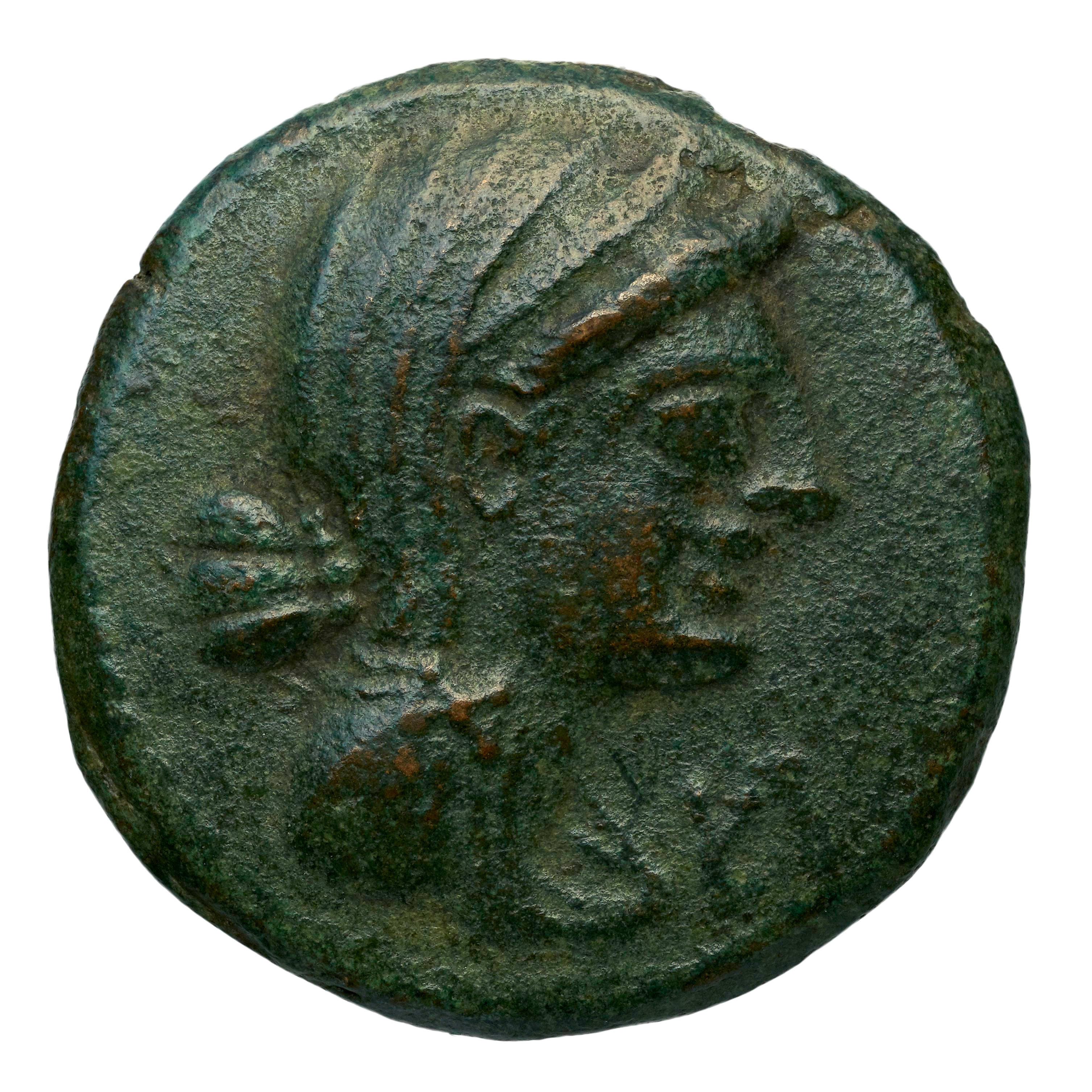

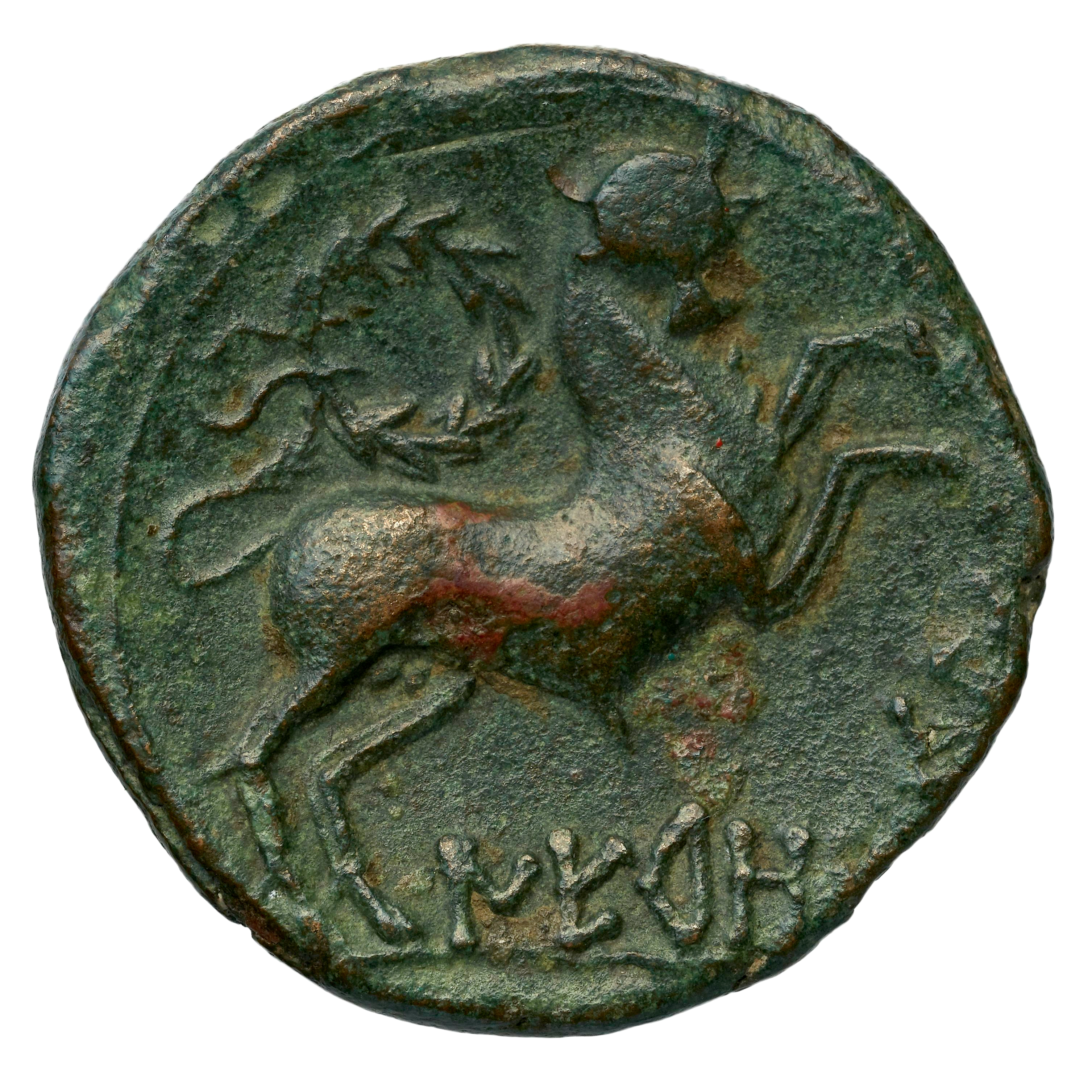
Monnaie de bronze provenant de la région de Montlaurès. Inscription NERONKEN en ibérique, vers -150. Département des Monnaies, médailles et antiques de la Bibliothèque nationale de France.

Selon J. Jannoray, il y a « une indéniable unité originelle de la culture des oppida sur toute l'étendue de la plaine maritime, de l'Èbre à l'Arno » depuis la fin du Néolithique : la culture des haches polies, centrée sur l'agriculture, s'étend sur toute cette région jusqu'au Ier Âge du fer.

### Hérodote
Les Élisyques nous sont aussi connus par une mention d'Hérodote, « le père de l'Histoire », qui signale que des mercenaires gaulois (Élisyques) auraient servi dans l'armée carthaginoise en 480 av. J.-C., au moment du siège d'Himère (Sicile).

### Avienus
Dans Ora maritima, périple d'Avienus, un auteur latin du IVe siècle apr. J.-C. qui reprend la Périégèse d'Hécatée de Milet dit : « Autrefois, le peuple élisyque habitait ces lieux, et la cité de Naro  était la très grande capitale de leur puissance belliqueuse. Là, le fleuve Attagus se précipite dans la mer. À côté se trouve le marais d’Hélicé. À partir de là était Besara (Béziers) suivant le dire d'une ancienne tradition. Maintenant les fleuves Heledus (Lez) et Orobus (Orb) se glissent à travers des champs dévastés et des monceaux de ruines, indices d'une prospérité passée ».
L'archéologie a toutefois montré que le territoire des Élisyques ne s'est pas étendu au nord-est au-delà du fleuve Hérault.

## Origine de leur nom
Les Élisyques pourraient tirer leur nom du marais Hélicé (basse-plaine de l'Aude, étang de Capestang) qui constituait une portion non négligeable du centre de leur territoire. 
L'orthographe « Élysique » que l'on trouve souvent est erronée et sans doute influencée par l'attraction du mot Elysios (Ἠλύσιος, la Plaine élyséenne, les Champs élyséens) qui désignait chez les Grecs « le séjour édénique promis aux héros, aux hommes vertueux, ... placé aux confins de l'Océan [Atlantique] ... un lieu de félicité ».

## Historique
L'histoire des Élisyques s'écoule, selon les sources des historiens et de l'archéologie, du premier Âge du fer (VIe siècle av. J.-C.), ou peut-être même un peu avant, jusqu'à quelques décennies après la conquête romaine : la première fondation de Narbonne a lieu en -118, il a dû falloir environ un siècle pour que disparaisse la culture autochtone.
On pense qu'il y a eu, sur le littoral languedocien et roussillonnais, une longue continuité de peuplement depuis le Néolithique, avec toutefois au début de l'Âge du fer un début de différenciation entre deux groupes de populations, l'un à l'Est et l'autre à l'Ouest de la vallée de l'Hérault. Installés à l'Ouest de ce fleuve, les Élisyques semblent être un peuple autochtone (« indigène »), même si, dans cette région-carrefour, les mouvements et brassages de population ont pu exister à diverses époques.
Jean Guilaine, à partir de l'étude des « dépôts launaciens », émet l'hypothèse qu'un peuple, qui pourrait être les Élisyques ou ses ancêtres, installé du littoral audois à la région de Montpellier, organisait, au VIIe et au VIe siècle av. J.-C., un commerce d'objets en bronze provenant d'autres régions de Gaule pour être diffusés ensuite par les navigateurs hellènes, italiques ou étrusques vers la Grande Grèce (Sicile en particulier).
Au VIe siècle, de nombreux éléments archéologiques en attestent, les Élisyques sont un peuple d'agriculteurs (céréales, vigne, élevage) et de pêcheurs. On parle, à leur sujet, de « civilisation des oppida ». Ils semblent en effet s'être réfugiés sur les hauteurs pour se protéger du danger, représenté peut-être par la migration des Celtes « des champs d'urnes », venus d'Europe centrale et en route vers l'Espagne (vers 750 à 650 av. J.-C.) Cette vague celte, dont on a trouvé des traces (nécropoles) dans la plaine languedocienne, ne s'est pas implantée durablement.
À partir du VIe siècle, les oppida de Pech Maho (Sigean), le Moulin (Peyriac-de-Mer), Montlaurès (Narbonne), la Moulinasse (Salles-d'Aude), Le Cayla (Mailhac), Mourrel Ferrat (Bassanel, Olonzac), Ensérune (Nissan-lez-Ensérune), Béziers, La Monédière (Bessan), Cessero (Saint-Thibéry) et Montfo (Magalas) ont été des places fortes des Élisyques (avec plus ou moins de certitude pour certaines d'entre elles). 
Montlaurès (près de Narbonne) était leur ville la plus importante. Au milieu du IIe siècle av. J.-C., Narbonne est l'une des villes les plus florissantes et les plus importantes de Gaule. Mais ces oppida semblaient être relativement indépendants les uns des autres, tout en appartenant à la même culture. 
Les Élisyques, selon les époques, ont également été implantés dans la plaine. 
Leur territoire semble s'être étendu du cap Leucate au Cap d'Agde, et à l'intérieur des terres du seuil de Naurouze et des Corbières à la moyenne vallée de l'Hérault. Cela jusqu'au IVe siècle, date à laquelle la culture élisyque aurait perdu du terrain entre l'Hérault et l'Orb. 
Les Élisyques ont été en contact avec les peuples commerçants de la Méditerranée (Phéniciens, Grecs) auxquels ils fournissaient des produits agricoles et des ressources minières provenant de leur territoire ou de régions plus éloignées (fer, argent, cuivre de la Montagne Noire, des Cévennes, des Corbières, de Bretagne...) et qui étaient acheminés jusqu'à leurs places commerciales où ils étaient échangés contre du vin, de l'huile d'olive et des céramiques. Ils échangeaient aussi leurs produits contre de l'outillage, des armes et des bijoux avec les régions celtisées du Sud-Ouest de la Gaule et d'Espagne.

## Trois périodes de civilisation
Dans l'ensemble de la région peuplée d'Élisyques ainsi que dans les oppida roussillonnais, peuplés par les Sordes, sont observées trois périodes de civilisation : une période qui va du milieu du VIe siècle av. J.-C. au milieu du Ve siècle av. J.-C. où le style de vie indigène l'emporte ; puis, jusqu'au IIIe siècle av. J.-C., les apports helléniques sont un facteur décisif de progrès (habitat, céramique arrivée par les marchands d'Emporion (Empùries) à partir du Ve siècle av. J.-C. puis aussi de Massalia (Marseille) à partir du IVe siècle av. J.-C.), la civilisation des oppida conservant tout de même ses principales caractéristiques ; ensuite, cette région reste tournée vers la civilisation hellénique transmise par les marchands de Massalia (jusqu'à la fin du IIe siècle av. J.-C.), tout en subissant des influences celtiques de plus en plus perceptibles. L'arrivée des Romains change complètement la donne.
On voit que cette région, plus que le pays entre l'Hérault et le Rhône, a toujours été ouverte au commerce et aux cultures extérieures. Elle n'en a pas moins conservé sa personnalité.
La présence hellénique a avant tout été commerciale, par l'intermédiaire des cités helléniques fondées par les Phocéens, Massalia et Emporion. A noter aussi la présence d'Agathé Tyché (Agde), à la limite du territoire élisyque.
L'influence ibérique est réelle : les Élisyques avaient, peut-être, avec les tribus installées en Catalogne, une parenté de peuplement original et un mode de vie proche ; les uns et les autres parlaient, semble-t-il, la langue ibérique, au moins dans les échanges commerciaux, mais les Elisyques avaient peut-être aussi leur propre langue ; les influences extérieures, helléniques ou celtes, ont agi sur eux de façon parallèle ; mais il ne semble pas y avoir eu de migration ibère vers le Languedoc, ni en tout cas d'unité politique entre ces deux régions. Certains archéologues parlent de « culture ibéro-languedocienne ».
Les Celtes (Volques), par contre, se sont implantés physiquement, se mêlant aux populations locales (tout en restant minoritaires).
C'est à partir de 218 av.J.C qu'arrivent les Volques. Ils comptent deux branches principales, les Volques dits Arécomiques, dont la capitale sera Nemausus (Nîmes) et les Volques Tectosages, dont la capitale sera Toulouse. L'ensemble des régions de plaine entre le Rhône et la Garonne sera ainsi occupé par les Volques.
Les Arécomiques et les Tectosages sont leurs tribus les plus importantes mais il en existait, semble-t-il, si l'on se base sur la découverte de monnaies, plusieurs autres, comme celle des Longostalètes, qui pourrait s'être installée dans la région de Béziers, celle des Seloncen (établissement géographique inconnu). Les Élisyques eux-mêmes continuaient à peupler la région sous la domination politique de chefs volques lesquels émettaient une monnaie portant le nom de tribu « Neroncen ». Selon une hypothèse de Jürgen Untermann, cet ethnonyme serait d'origine celte mais ibérisé et ferait allusion à la tribu des Neri. Ces Neroncen auraient habité Montlaurès et peut-être d'autres oppida élisyques.
À cette époque-là, les Volques imposent leur pouvoir au peuple élisyque, sans pour autant bouleverser leurs coutumes. Moins nombreux que la population autochtone, ils semblent jouer le rôle d'une élite militaire et politique. Ils sont ouverts à la culture hellénique, tout autant que le sont les Élisyques.
L'arrivée des Romains à partir de 121 av. J.C, par contre, mettra fin à la « civilisation des oppida ». Le choix de Narbonne comme capitale de la province romaine est fortement lié à sa position de carrefour et à la prospérité du commerce qui y transitait. On ne sait si la conquête s'est faite sans coup férir ou par les armes mais il se peut qu'elle ait par la suite donné lieu à des révoltes. En tout cas, les Romains imposent leur organisation politique et drainent la richesse économique de la région à leur profit, au détriment des commerçants massaliotes et des indigènes, en s'emparant des ports, en rénovant la voie héracléenne (qui devient voie Domitienne), en s'appropriant les terres des indigènes et leur activité commerciale pour créer des colonies dans lesquelles ils installent leurs légionnaires vétérans et des plébéiens romains, en interdisant aux indigènes de cultiver la vigne et l'olivier, en leur imposant des taxes... Les oppida se dépeupleront peu à peu (leur abandon définitif est daté des premières décennies de notre ère), l'activité économique étant centrée dans la plaine, et le pouvoir et les mœurs romaines s'imposeront aux populations locales.